# Neolophonotus robertsoni
Neolophonotus robertsoni là một loài ruồi trong họ Asilidae. Neolophonotus robertsoni được Londt miêu tả năm 1985. Loài này phân bố ở vùng nhiệt đới châu Phi.